# جمعه سیاه (فیلم ۱۹۴۰)
جمعه سیاه (انگلیسی: Black Friday) فیلمی در ژانر ترسناک و علمی–تخیلی به کارگردانی آرتور لوبین است که در سال ۱۹۴۰ منتشر شد. از بازیگران آن می‌توان به بوریس کارلوف، بلا لاگوسی، پال فیکس، استنلی ریجز، ادموند مک‌دانلد و ریموند بیلی اشاره کرد.